# 厄蘭島南部農業景觀
厄蘭島南部農業景觀（Södra Ölands odlingslandskap）是瑞典厄蘭島南部一個佔地56,000公頃的石灰岩高原。人類自石器時代（前3000年至前1800年）已經在此生活，歷經5000年。這景觀保存大量人類自史前生活至今的證據。2000年，這景觀名列聯合國教科文組織世界文化遺產。

## 图库

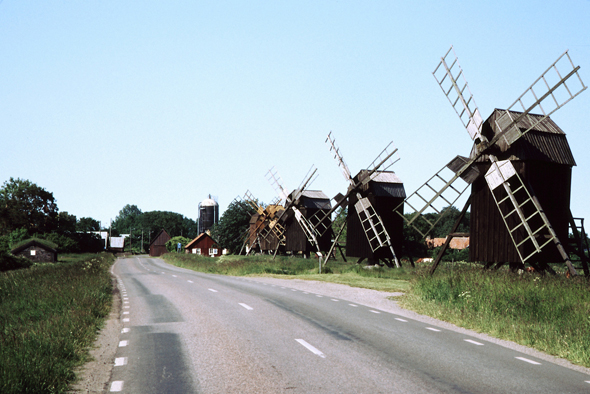
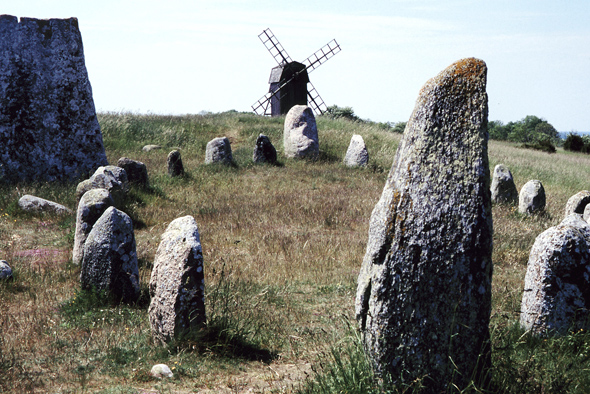
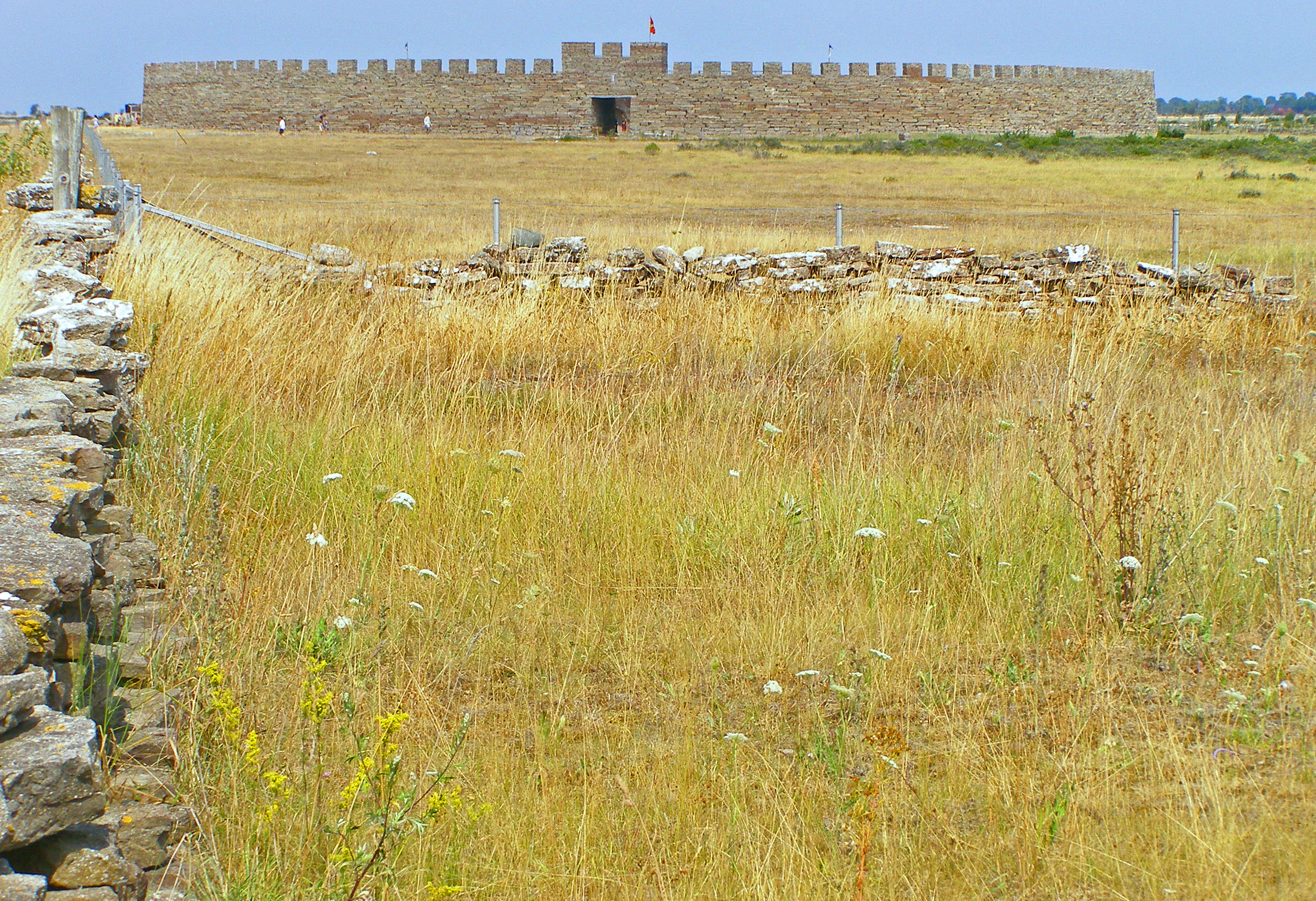
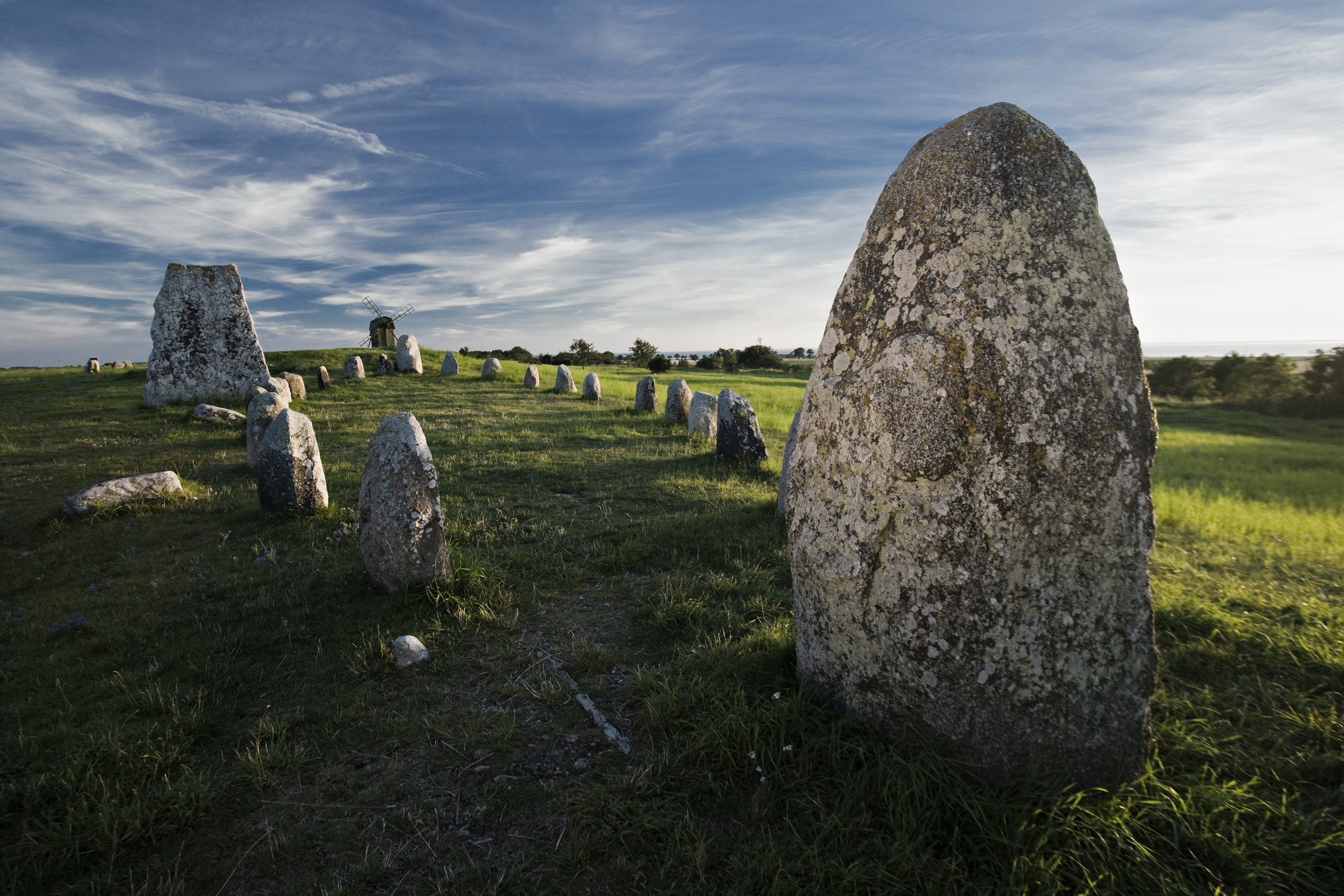
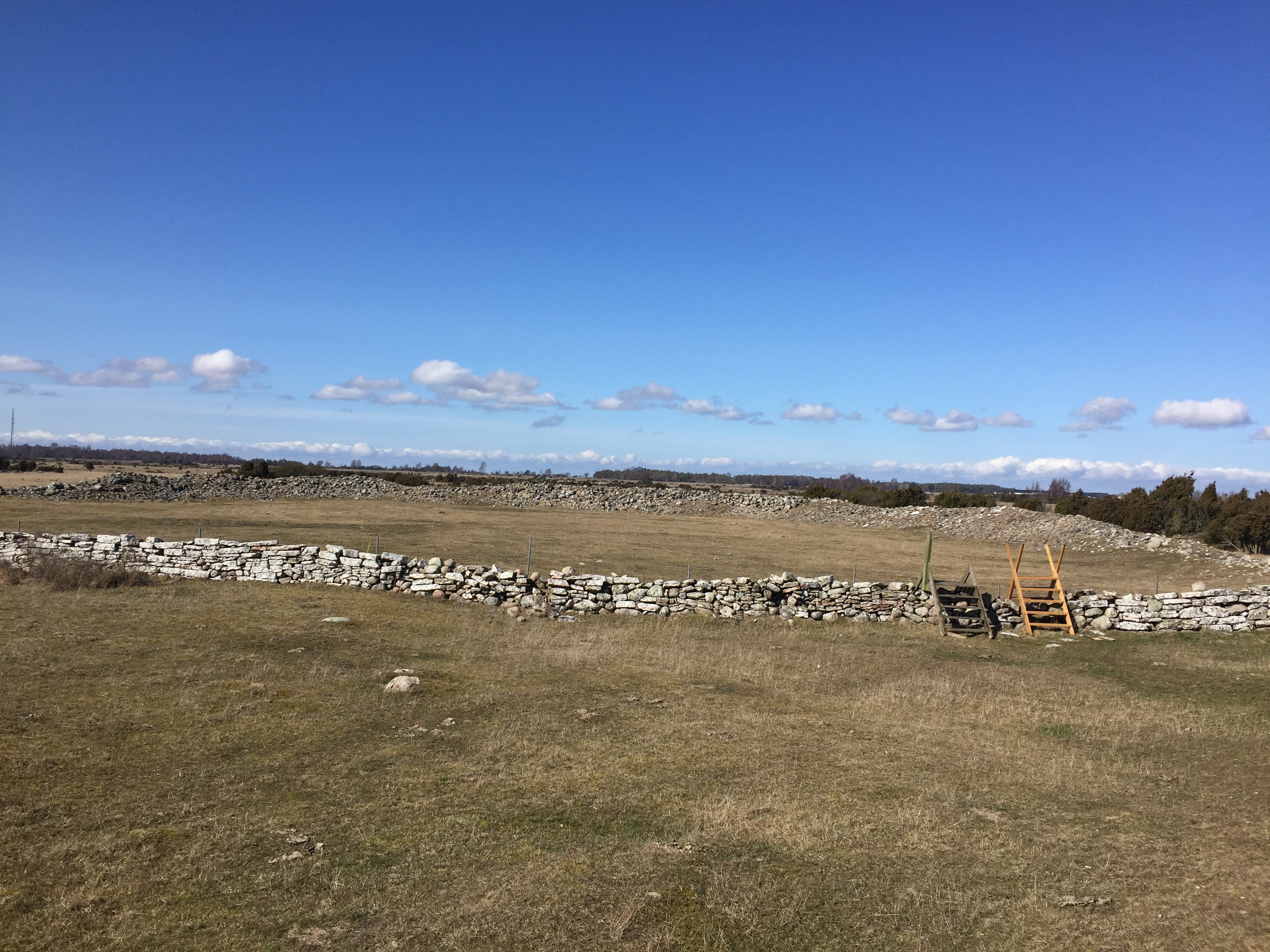
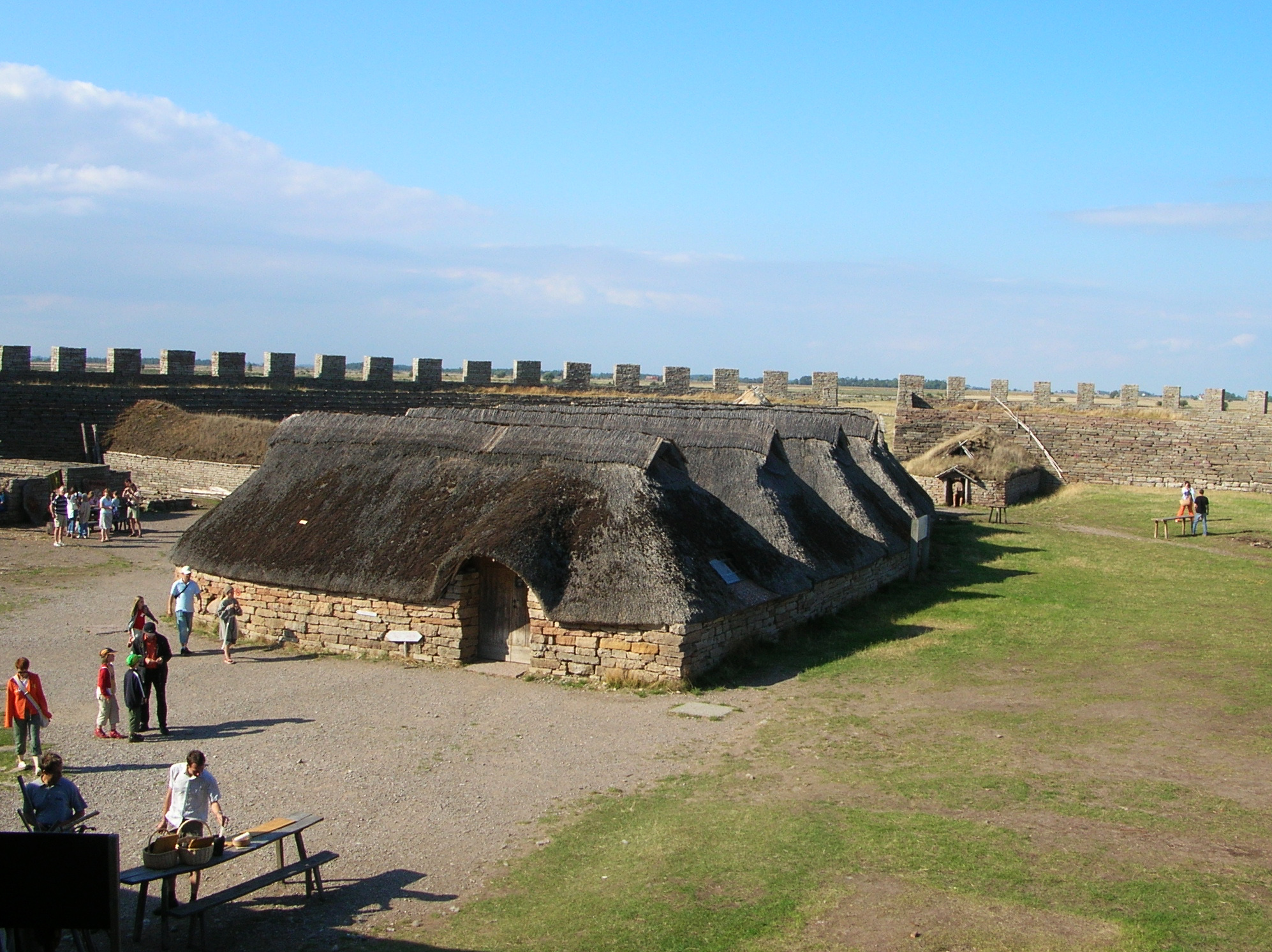
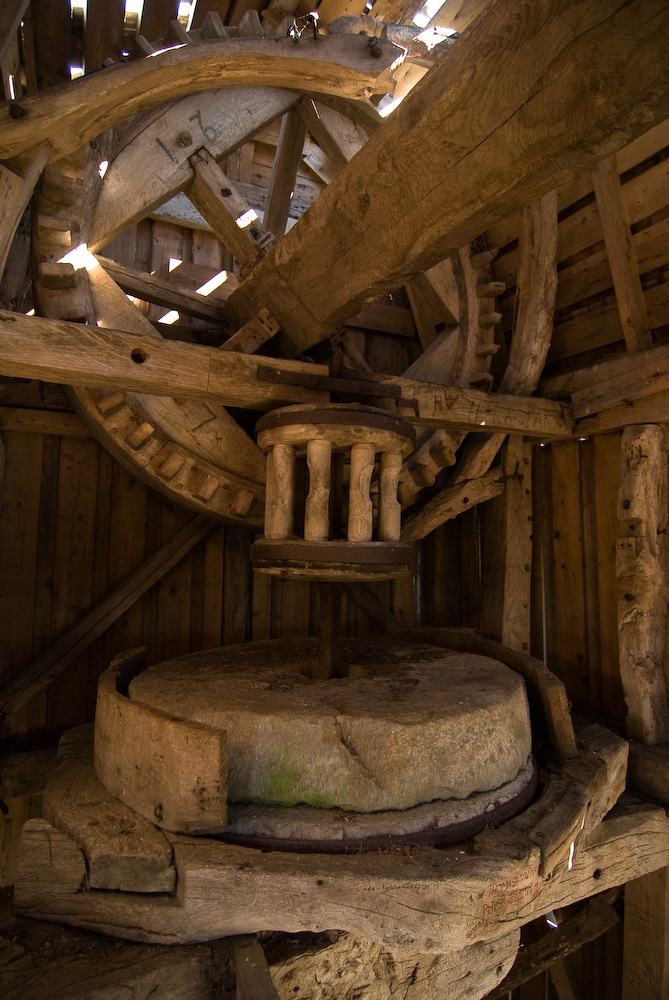

## 外部連結
- 厄蘭島南部農業景觀（页面存档备份，存于）──聯合國教科文組織
- 厄蘭島南部農業景觀──瑞典國家遺產署